# Seymouria
Genre
Espèces de rang inférieur
- † Seymouria baylorensis Broili, 1904 (espèce type)
- † Seymouria grandis Olson, 1979
- † Seymouria sanjuanensis Vaughn, 1966

Seymouria est un genre éteint, longtemps considéré comme un petit tétrapodes reptiliomorphe, du Permien inférieur des États-Unis (Texas, Nouveau-Mexique et Colorado) et d'Allemagne (Thuringe). Cependant, il pourrait en fait être un tétrapod-souche.
Seymouria était si bien adapté à la vie terrestre, avec beaucoup de caractéristiques reptiliennes, qu'on le considéra d'abord comme un reptile basal.
Mesurant environ 60 centimètres de long, ils a vécu il y a environ 293 à 274 million d'années,.

## Historique et étymologie

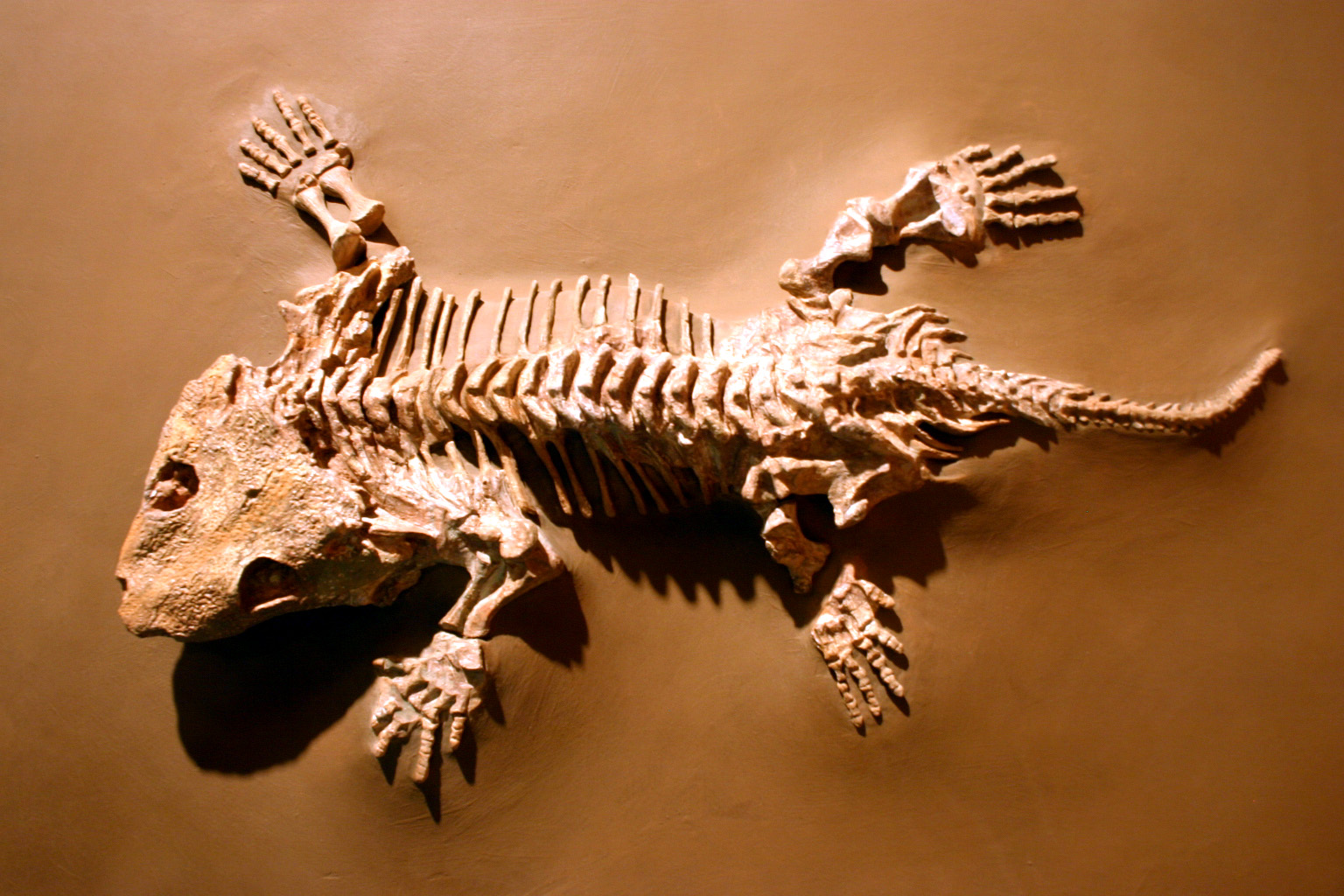
Squelette de Seymouria baylorensis au Musée national d'histoire naturelle des États-Unis de Washington.

Le premier fossile de Seymouria a été découvert au Texas, à Seymour dans le comté de Baylor. Ces deux derniers lieux ont donné leurs noms au genre et à l'espèce de l'espèce type : Seymouria baylorensis décrite par le paléontologue allemand Ferdinand Broili en 1904 .
Des fossiles de Seymouria ont ensuite été découverts en Allemagne dans les grès rouges fluviaux-lacustres de la carrière de Bromacker appartenant à la formation de Tambach en Thuringe. Leur très grande ressemblance avec certains spécimens nord-américains (même espèce : Seymouria sanjuanensis) a permis de prouver de façon irréfutable la continuité des terres émergées de la Laurasie au Permien inférieur avant l'ouverture de l'océan Atlantique. Seymouria, mais aussi de nombreux autres vertébrés terrestres, pouvaient ainsi traverser ce supercontinent sans qu'aucune barrière physique, biologique ou environnementale ne les arrête.

## Description

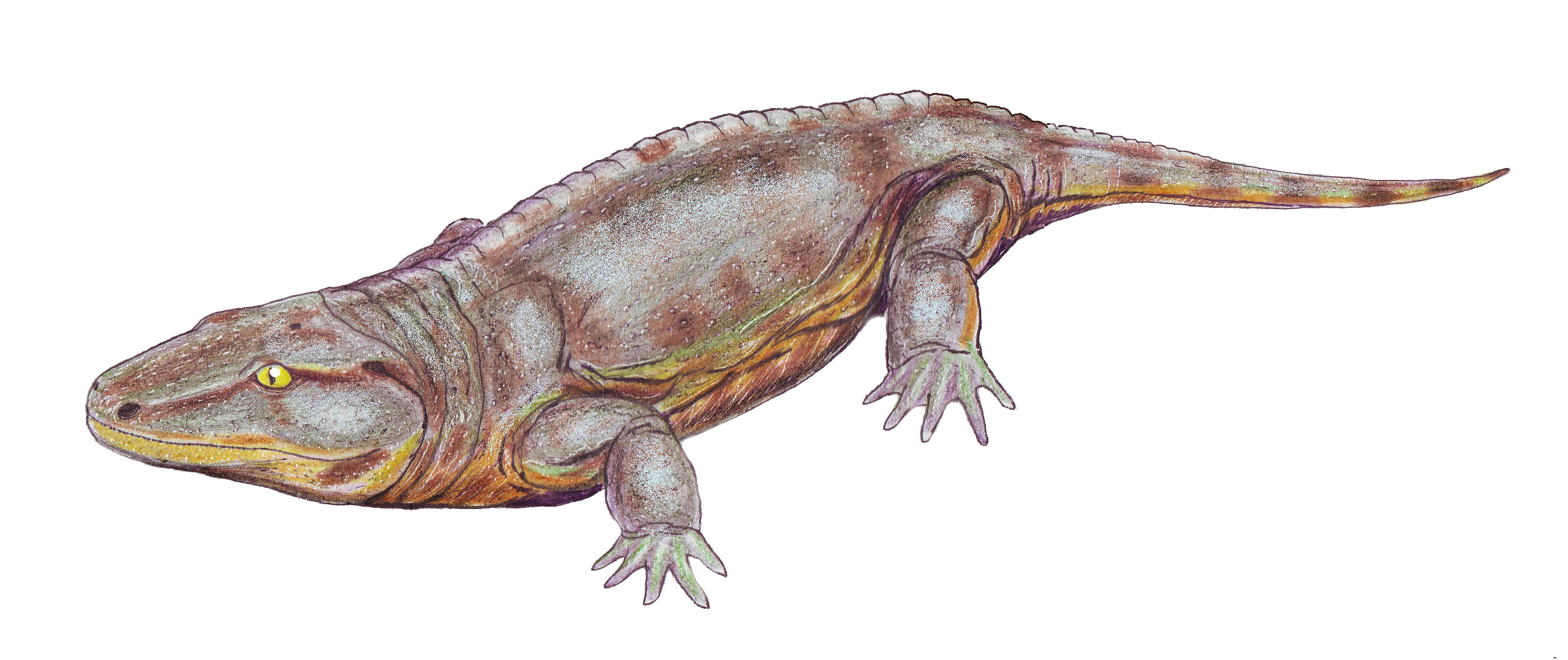
Reconstitution de Seymouria baylorensis par le paléoartiste Dimitri Bogdanov.

Seymouria possède des pattes robustes et assez longues. Dans le contexte aride du Permien inférieur, sa peau, comme celle des reptiles actuels, est supposée sèche et peut-être écailleuse, capable de conserver l'eau du corps, ce qui constituerait un avantage évolutif indéniable, comparativement aux lissamphibiens actuels.
Les crâne plus épais ont été supposés être ceux des mâles et ont peut-être servi, dans un contexte prénuptial, pour vocaliser ou pousser les rivaux. Les femelles pondaient dans l'eau où les larves de Seymouria pouvaient ensuite se développer avant de se métamorphoser pour s'établir sur la terre ferme. Cette hypothèse très vraisemblable s'appuie sur la découverte de larves d'autres seymouriamorphes comme Discosauriscus (mais aucune larve fossile de Seymouria n'a été découverte à ce jour). Ces larves montrent des empreintes de structures branchiales externes semblables à celles de certains amphibiens, comme les salamandres actuelles.

## Liste des espèces
- † Seymouria baylorensis Broili, 1904 (espèce type)
- † Seymouria grandis Olson, 1979
- † Seymouria sanjuanensis Vaughn, 1966

L'espèce Seymouria agilis (Olson, 1980) connue par un seul spécimen (holotype UCMP 143 277, provenant de la formation géologique de Chickasha en Oklahoma) a été réattribuée au genre Macroleter par Michel Laurin et Robert R. Reisz en 2001.

## Culture populaire

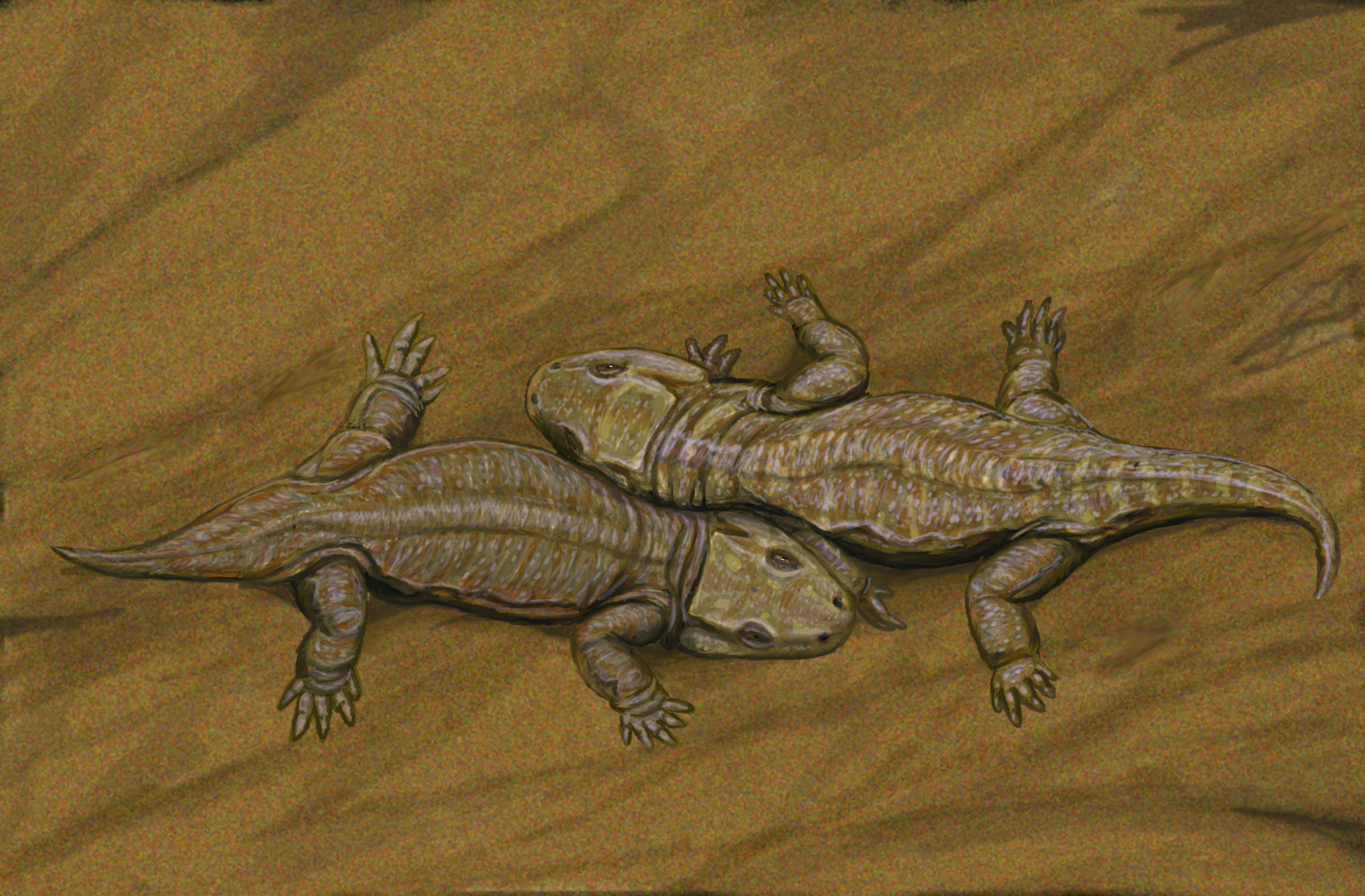
Reconstitution des deux spécimens de Seymouria sanjuanensis surnommés les « amoureux de Tambach », par le paléoartiste Dimitri Bogdanov.

- Deux squelettes de Seymouria sanjuanensis, bien conservés, ont été découverts en Allemagne l'un à côté de l'autre dans la formation géologique de Tambach. Ils ont été surnommés par la presse les « amoureux de Tambach » mais il n'y a pas de preuve que ces deux individus soient morts en s'accouplant.

- Seymouria est représenté dans la série télévisée « Sur la terre des géants », produite par la BBC. Un Seymouria épie le nid d'un Dimetrodon, la scène se déroulant au Permien précoce. Il attend que la femelle Dimetrodon parte se nourrir pour dévorer ses œufs, mais il finit par être la proie d'un Dimetrodon mâle.

- On en trouve également dans le jeu vidéo Evolution: The Game of Intelligent Life.